# Amphitriti (Schiff, 1865)
Die Amphitriti (griechisch Αμφιτρίτη ‚Amphitrite‘) war die Yacht des griechischen Königs Georg I.
Das Schiff wurde während des Sezessionskriegs von James Dunwoody Bulloch für die Konföderierten Staaten von Amerika als Blockadebrecher bei Laird Brothers in England bestellt. Im März 1865 lief das Schiff unter dem Namen Penguin vom Stapel. Die Bezahlung sollte über Baumwolllieferung erfolgen. Da der Krieg jedoch bald darauf endete, wurde ein neuer Käufer gesucht. Griechenland kaufte 1867 den Raddampfer für 14.000 Pfund Sterling zur Unterstützung des Freiheitskampfs auf Kreta. Er wurde zusammen mit dem Dampfer Bouboulina nach Griechenland überführt. Er kam jedoch zu spät am Zielort an.
Das Schiff wurde 1869 schließlich in die königliche Yacht von Georg I. umgewandelt. 1872 wurde die Amphitriti überholt und mit neuen Kesseln ausgerüstet. Ab 1892 diente sie als Wohnhulk am griechischen Flottenstützpunkt auf Salamis, wurde 1906 außer Dienst gestellt und 1909 verkauft.